# Communauté de communes du canton de Segré
La communauté de communes du canton de Segré est une ancienne communauté de communes française située dans le département de Maine-et-Loire et la région Pays de la Loire.
Elle se situe dans le Segréen et fait partie du syndicat mixte Pays de l'Anjou bleu, Pays segréen.

## Composition
La communauté de communes du canton de Segré regroupe quinze communes :
| Nom                     | Code Insee | Gentilé           | Superficie (km2) | Population (dernière pop. légale) | Densité (hab./km2) |
| ----------------------- | ---------- | ----------------- | ---------------- | --------------------------------- | ------------------ |
| Segré (siège)           | 49331      | Segréens          | 15,88            | 6 893 (2014)                      | 434                |
| Aviré                   | 49014      | Aviréens          | 14,36            | 490 (2014)                        | 34                 |
| Le Bourg-d'Iré          | 49037      | Bourg d'Iréens    | 23,03            | 887 (2014)                        | 39                 |
| La Chapelle-sur-Oudon   | 49077      | Chapellois        | 12,73            | 568 (2014)                        | 45                 |
| Châtelais               | 49081      | Châtelaisiens     | 23,68            | 662 (2014)                        | 28                 |
| La Ferrière-de-Flée     | 49136      | Ferfléens         | 13,12            | 361 (2014)                        | 28                 |
| L'Hôtellerie-de-Flée    | 49158      | Hostello-Flaviens | 14,77            | 514 (2014)                        | 35                 |
| Louvaines               | 49184      | Louvenois         | 15,07            | 507 (2014)                        | 34                 |
| Marans                  | 49187      | Marantais         | 9,59             | 570 (2014)                        | 59                 |
| Montguillon             | 49208      | Montguillonnais   | 11,91            | 233 (2014)                        | 20                 |
| Noyant-la-Gravoyère     | 49229      | Noyantais         | 11,91            | 1 894 (2014)                      | 159                |
| Nyoiseau                | 49233      | Nyoisiens         | 15,55            | 1 226 (2014)                      | 79                 |
| Sainte-Gemmes-d'Andigné | 49277      | Gemmois           | 25,34            | 1 482 (2014)                      | 58                 |
| Saint-Martin-du-Bois    | 49305      | Boscovien         | 21,73            | 963 (2014)                        | 44                 |
| Saint-Sauveur-de-Flée   | 49319      | Flaviens          | 12,87            | 330 (2014)                        | 26                 |

## Historique
La communauté de communes est créée en 1994, par arrêté préfectoral du 16 décembre 1993.
En 2005, elle complète ses compétences par la mise en place d’un service public d’assainissement non collectif intercommunal (S.P.A.N.C.), puis en 2010 elle révise ses statuts et redéfinie ses compétences.
Le schéma départemental de coopération intercommunale de Maine-et-Loire, approuvé le 22 janvier 2016 par la commission départementale de coopération intercommunale, envisage la fusion de la communauté de communes du canton de Segré avec la communauté candéenne de coopérations communales et la communauté de communes de la région de Pouancé-Combrée à partir du 1er janvier 2017.

## Administration

### Présidence
| Période                                  | Période | Identité       | Étiquette    | Qualité                                                            |
| ---------------------------------------- | ------- | -------------- | ------------ | ------------------------------------------------------------------ |
| 2001                                     | 2016    | Gilles Grimaud | UDF puis DVD | Maire de Segré Vice-président du Conseil général de Maine-et-Loire |
| Les données manquantes sont à compléter. |         |                |              |                                                                    |

## Population

### Démographie
| 1995 | 1999 | 2003 | 2006   | 2009   | 2012   | 2013   | 2015 |
| ---- | ---- | ---- | ------ | ------ | ------ | ------ | ---- |
| -    | -    | -    | 16 659 | 17 038 | 17 388 | 17 507 | -    |

### Logement
On comptait en 2009, sur le territoire de la communauté de communes, 7 893 logements, pour un total sur le département de 360 144. 89 % étaient des résidences principales, et 61 % des ménages en étaient propriétaires.

### Revenus
En 2010, le revenu fiscal médian par ménage sur la communauté de communes était de 16 801 €, pour une moyenne sur le département de 17 632 €.

## Économie
Sur 1 288 établissements présents sur l'intercommunalité à fin 2010, 23 % relevaient du secteur de l'agriculture (pour 17 % sur l'ensemble du département), 8 % relevaient du secteur de l'industrie, 9 % du secteur de la construction, 45 % du secteur du commerce et des services (pour 53 % sur le département) et 16 % de celui de l'administration et de la santé.